# Widerrufsjoker
In Deutschland beschreibt der Begriff Widerrufsjoker die Möglichkeit, einen Darlehensvertrag auch viele Jahre nach Vertragsschluss rückabwickeln zu können. Die Rückabwicklung ist aufgrund einer durch die Bank fehlerhaft erteilten Widerrufsbelehrung möglich. Hierbei wird die vom Verbraucher abgegebene, auf den Vertragsschluss gerichtete, Willenserklärung widerrufen.
Aufgrund der Fehlerhaftigkeit der Widerrufsbelehrung konnte die gesetzliche Widerrufsfrist nicht in Gang gesetzt werden, sodass betroffene Darlehensnehmer ihr Widerrufsrecht auch nach Verstreichen dieser Frist ausüben können.
Juristisch unzutreffend wird auch der Widerspruch gegen eine Lebensversicherung oft als Widerrufsjoker bezeichnet.

## Definition
Die Formulierung Widerrufsjoker setzt sich aus zwei Wortteilen zusammen. Zum einen bezieht sich der Wortteil Widerruf auf das Gestaltungsrecht, welches unter Verbraucherschutzgesichtspunkten eine nachträgliche Lösung vom Vertrag möglich macht.
Die Bezeichnung als Joker zielt zum einen auf die Möglichkeit ab, sich von alten hochverzinsten Verträgen lösen zu können. Eine solche Möglichkeit ist aufgrund des im deutschen Recht herrschenden Grundsatzes, dass Verträge bindend sind (pacta sunt servanda) nur in Ausnahmefällen gegeben.
Zum anderen wird der Widerruf eines Darlehensvertrages als Widerrufsjoker bezeichnet, da dieser dem Darlehensnehmer hohe Zinsersparnisse bringt. Die widerrufenden Verbraucher können durch das aktuell niedrige Zinsniveau hohe Ersparnisse erzielen. Infolge des Widerrufs entfällt die regelmäßig zu leistende Vorfälligkeitsentschädigung.

## Rechtlicher Hintergrund des Widerrufsjokers
Im Zuge des Vertragsschlusses muss der Darlehensnehmer durch das Kreditinstitut auf bestimmte, vom Gesetzgeber als bedeutsam empfundene Tatsachen hingewiesen werden. Diese Aufklärungspflichten sind gegenwärtig in Art. 247 EGBGB normiert.
Einer dieser essentiellen Umstände ist, dass der Darlehensnehmer innerhalb einer Frist, die je nach Gesetzesfassung variiert, vom Vertragsschluss Abstand nehmen kann. Durch Einräumung einer Bedenkzeit soll der Verbraucher vor übereilten und unüberlegten Entscheidungen bewahrt werden.
Der Darlehensnehmer kann durch Ausübung seines Widerrufsrechts seine auf den Vertragsschluss gerichtete Willenserklärung widerrufen und so den Vertrag nachträglich beseitigen. Dieses Recht ist für Konsumentenkredite in § 355 BGB, für Immobiliardarlehensverträge in § 495 BGB, geregelt.
Die Widerrufsfrist kann nicht zu laufen beginnen, wenn der Darlehensgeber den Darlehensnehmer nicht oder nicht ordnungsgemäß belehrt hat. Aus dieser Gesetzeslage, die für Vertragsschlüsse aus den Jahren 2002 bis 2010 bis zum 21. Juni 2016 bestand, resultierte das sog. ewige Widerrufsrecht.
Im Jahr 2014 wurde in den § 356 III BGB die Ergänzung aufgenommen, dass das Widerrufsrecht spätestens ein Jahr und 14 Tage nach Vertragsschluss erlischt, sodass ein Widerruf nach Ablaufen dieser Frist von nun an ausgeschlossen ist. Dies gilt jedoch nicht für Verträge über Finanzdienstleistungen (s. § 356 III 3 BGB).
Der Widerruf von älteren, vor Juni 2014 geschlossenen, Verträgen blieb weiterhin bis zur Abschaffung des Widerrufsjokers zum 21. Juni 2016 möglich.

## Geschichte des Widerrufsjokers/Entwicklung des Widerrufrechts
Korrespondierend zu dem Wunsch nach einem lückenlosen Verbraucherschutz, wurde der Anwendungsbereich des Widerrufsrechts kontinuierlich ausgedehnt, sowie an die Bedürfnisse angepasst, die der Wirtschaftsverkehr an das deutsche Recht stellt.

### Das Haustürwiderrufsgesetz (HWiG) (1. Mai 1986 bis 31. Dezember 2004)
Das Haustürwiderrufsrecht, das vom 1. Mai 1986 bis zum 31. Dezember 2004 galt, war lediglich auf Geschäfte anwendbar, die innerhalb des Wohnraums des Verbrauchers abgeschlossen wurden. Um Verbraucher vor den Folgen einer „Überrumplungssituation“ zu schützen, sprach der Gesetzgeber Betroffenen das Recht zu, den Vertrag im Nachhinein wieder beseitigen zu können.
Grundlage für dieses Gesetz war die Richtlinie 85/577 EWG des Europäischen Rates. Die Richtlinie wurde durch das Haustürwiderrufsgesetz in deutsches Recht umgesetzt. Das durch das Haustürwiderrufsgesetz verliehene Widerrufsrecht konnte bei Erteilung einer fehlerhaften Widerrufsbelehrung nicht verfristen. Verbraucher, die ein Geschäft außerhalb der Geschäftsräume des Vertragspartners abgeschlossen haben, konnten ihre auf den Vertragsschluss gerichtete Willenserklärung bis zu einem Monat nach beidseitiger Leistungserbringung widerrufen. Im Falle eines Darlehensvertrages ist dies der Zeitpunkt, in dem die komplette Darlehensvaluta an den Darlehensgeber zurückgezahlt wurde. Da dieser Zeitpunkt oftmals Jahrzehnte vom Zustandekommen des Vertrages entfernt liegt, gilt das Widerrufsrecht nach dem HWiG als unbegrenzt verliehen.

### Verbraucherkreditgesetz (1. Januar 1991 bis 31. Dezember 2001)
Das Verbraucherkreditgesetz wurde ebenso wie das Haustürwiderrufsgesetz aufgrund der Richtlinie 87/102/EWG in nationales Recht umgesetzt. Im Vergleich zum Haustürwiderrufsgesetz war der Anwendungsbereich des Verbraucherkreditgesetzes erweitert, da es jedem Verbraucher, unabhängig von der konkreten Vertragssituation, ein Widerrufsrecht beim Abschluss eines Darlehensvertrages einräumte. Der zeitliche Rahmen, in dem ein Betroffener sein Widerrufsrecht ausüben konnte, wurde durch das Verbraucherkreditgesetz auf ein Jahr beschränkt, ohne dass es auf die Fehlerhaftigkeit der Widerrufsbelehrung ankäme.

### Schuldrechtsreform zum 1. Januar 2002
Durch die umfassende Schuldrechtsreform im Jahre 2002 wurden große Teile des Bürgerlichen Gesetzbuches (BGB) neu geregelt. In diesem Rahmen wurden das Haustürwiderrufsgesetz und das Verbraucherkreditgesetz in das BGB integriert. Bis heute findet man die zentralen Vorschriften zum Widerrufsrecht in den §§ 312 ff BGB sowie §§ 355 ff BGB. Für Darlehensverträge zwischen Verbrauchern und einem Kreditinstitut wurde das diesbezügliche Widerrufsrecht in den Abschnitt für Finanzdienstleistungen (§§ 495 ff BGB) eingegliedert.

### Das ewige Widerrufsrecht
Durch eine Gesetzesänderung, die zum 1. August 2002 in Kraft trat, schuf der Gesetzgeber das sog. ewige Widerrufsrecht. Begründet durch eine Übergangsregelung war es für Unternehmer jedoch erst seit November 2002 obligatorisch, den Verbraucher über das ihm zustehende Widerrufsrecht zu belehren. Diese Verpflichtung war im § 355 Abs. 3, S. 2 BGB a.F. kodifiziert.
Um dem Unternehmer die Belehrung des Verbrauchers zu vereinfachen und einen einheitlichen Verbraucherschutz zu gewährleisten, schuf der Gesetzgeber eine sog. Musterbelehrung. An dieser konnten sich die Verwender orientieren. Im optimalen Fall mussten sie diese nur situationsbedingt anpassen.
Für Darlehensverträge befand sich die gesetzliche Musterbelehrung bis zum 10. Juni 2010 im Anhang 2 zu § 14 I und II BGB Info-V.
Aufgrund von praktischen Anwendungsschwierigkeiten und Kritik seitens der Rechtsprechung wurde die Musterwiderrufsbelehrung insgesamt sieben Mal Änderungen unterzogen. Insbesondere die Formulierungen zum Beginn der Widerrufsfrist und den Widerrufsfolgen wurden im Sinne besserer Verständlichkeit modifiziert.
Das Widerrufsrecht für sog. Altverträge (1. November 2002 bis 10. Juni 2010) ist gem. Art. 229 § 38 III EGBGB zum 21. Juni 2016 endgültig erloschen, sodass sich betroffene Darlehensnehmer nicht mehr auf die Fehlerhaftigkeit der ihnen erteilten Widerrufsbelehrung berufen können.

### Widerrufsbelehrungen für Verträge 11. Juni 2010 bis 12. Juni 2014
Für Verträge, die zwischen dem 11. Juni 2010 und dem 12. Juni 2014 geschlossen wurden,
wurde die entsprechende Musterwiderrufsbelehrung von der Info-V ins EGBGB verlegt.
Grundlegend für diese Veränderung war der Umstand, dass viele Landes- und Oberlandesgerichte den in der BGB-InfoV enthaltenen Text wegen Belehrungsfehlern, die gegen das geltende Recht verstießen, für unwirksam erklärten und im Gegenzug ihre eigenen Maßstäbe entwickelten.
Die Möglichkeit die Musterbelehrung der InfoV für ungültig zu erklären, bestand, weil diese keinen Gesetzesrang innehatte. Formale Gesetze hingegen, wie das EGBGB, kann nur das Bundesverfassungsgericht für unwirksam erklären.
Der Bundesgerichtshof fasst diese Entwicklung folgendermaßen zusammen:

„Mittels der Einführung des Art. 245 EGBGB a.F. hat der Gesetzgeber somit den Verordnungsgeber der BGB-Informationspflichten-Verordnung ermächtigt, das vom Verordnungsgeber geschaffene Muster für die Widerrufsbelehrung einem Streit über seine Gesetzmäßigkeit zu entziehen.“

Für Unternehmer hatte der neue Standort der Musterwiderrufsbelehrung den Vorteil, dass diese sich auf die Gesetzlichkeitsfiktion berufen konnten.
Die Gesetzlichkeitsfiktion erlaubt dem Verwender einer Belehrung sich auf die Richtigkeit der Belehrung zu berufen, wenn er diese sowohl inhaltlich als auch der Darstellung nach vollständig aus dem Gesetz übernommen hat. Selbst wenn die Rechtsprechung einzelne Passagen in der Zukunft als fehlerhaft beurteilen sollte, kann sich der zu Belehrende nicht auf diese Fehler berufen, da das Vertrauen in das Gesetz den Verwender schützt.

### Widerrufsrecht im Zeitraum zwischen 13. Juni 2014 und 20. März 2016
Im Rahmen der Umsetzung einer Richtlinie der Europäischen Union (Richtlinie 2014/17/EU), die die Vereinheitlichung des Verbraucherschutzes innerhalb der EU zum Ziel hatte, wurde das Widerrufsrecht zeitlich begrenzt. Der § 355 Abs. 4 BGB, der eine unbegrenzte Geltendmachung des Widerrufsrechts nach einer Falschbelehrung regelte, wurde ersatzlos gestrichen, sodass ein ewiges Widerrufsrecht für Verträge ab diesem Zeitpunkt nicht mehr bestand.

### Widerrufsbelehrungen für Darlehensverträge ab dem 21. März 2016
Mit Wirkung zum 21. März 2016 wurde im § 356b BGB eine Höchstgrenze für Verträge eingeführt, die den Erwerb einer Immobilie zum Gegenstand haben. Hiernach erlischt das Widerrufsrecht unbeachtlich aller Fehler spätestens ein Jahr und 14 Tage nach Vertragsschluss bzw. nach der Übergabe des Darlehensvertrages/-antrages. Der spätere Zeitpunkt ist für die Berechnung der Widerrufsfrist zugrunde zu legen. Die Abschaffung des sog. Widerrufsjokers gilt jedoch nur für Immobiliardarlehensverträge. Allgemeine Verbraucherkredite, die zwischen 2002 und 2010 oder nach dem 21. März 2016 abgeschlossen wurden, können weiterhin zeitlich unbegrenzt widerrufen werden, wenn die Widerrufsbelehrung mit einem Fehler behaftet ist. Gleiches gilt für alle Verträge über Finanzdienstleistungen, die in dieser Zeit oder seither geschlossen wurden.

## Abschaffung des Widerrufsjokers für Altverträge zum 21. Juni 2016
Die „Übergangsvorschrift zum Gesetz zur Umsetzung der Wohnimmobilienkreditrichtlinie und zur Änderung handelsrechtlicher Vorschriften“ (BGBl. 2016 I S. 396), die am 21. März 2016 in Kraft getreten ist, hatte zur Folge, dass betroffene Darlehensverträge nicht mehr wegen einer fehlerhaft erteilten Widerrufsbelehrung widerrufen werden können.
Das Widerrufsrecht erlosch spätestens mit Ablauf der Übergangsfrist am 21. Juni 2016.
Später abgeschlossene Darlehensverträge waren von der Gesetzesänderung gemäß der Gesetzesbegründung ausdrücklich nicht umfasst.
Die Wohnimmobilienkreditrichtlinie war keineswegs unumstritten. Viele Verbraucherschützer, als auch höchste politische Stellen kritisierten die Abschaffung des Widerrufsjokers innerhalb der Umsetzung der Richtlinie.
Caren Lay, Bundestagsabgeordnete der Linken, beurteilte die geplante Umsetzung der Richtlinie in der 155. Bundestagssitzung wie folgt:

„Der Impuls für die Gesetzesänderung heute – auch das gehört allerdings zur Wahrheit hinzu – kommt nicht etwa von der Regierung, kommt nicht aus der Koalition in Berlin; es ist wieder einmal die EU, die Deutschland zwingt, eine Richtlinie umzusetzen. Das ist ja leider bei der Verbraucherpolitik inzwischen an der Tagesordnung. […] Bei dieser Umsetzung schaffen Sie es allerdings am Ende des Tages, also heute, dass mit einer Richtlinie, mit der die Rechte der Verbraucher gestärkt werden sollen, den Verbraucherinnen und Verbrauchern letztlich Möglichkeiten genommen werden. Das kann ich überhaupt nicht verstehen. Wir finden das völlig inakzeptabel. […]“

„Den Vogel abgeschossen hat die Koalition aber mit der Änderung des Widerrufsrechts. Ohne Not sollen wir heute eine Änderung zulasten der Verbraucher beschließen, eine Änderung, zu der uns die EU-Richtlinie überhaupt nicht anhält. Die Banken haben einfach jahrelang falsche Widerrufsbelehrungen verschickt. Das ermöglicht den Verbrauchern, solange das nicht korrigiert wird, ihre Darlehensverträge zu kündigen. Das ist den Banken ein Dorn im Auge. Ich finde, die Banken könnten diesen Fehler beheben, indem sie eine korrekte Nachbelehrung vornehmen. Das tun sie aber nicht, weil sie fürchten, dass sie damit schlafende Hunde wecken. Stattdessen haben die Banken Lobbyismus betrieben – offenbar bei Abgeordneten des Deutschen Bundestags, bei der Regierung und beim Bundesrat- und haben gesagt: Liebe Politiker, regelt das doch einmal für uns! Und genau das sollen wir heute auch für die Banken zulasten der Verbraucherinnen und Verbraucher tun. Ich kann überhaupt nicht verstehen, wie Sie sich hier von den Banken vor den Karren spannen lassen.“

In der gleichen Sitzung befand Gerhard Schick (Bündnis 90/Die Grünen) die Beschneidung des Widerrufsrechts als unzufriedenstellend.

„Vor allem ist eines zu fragen: Wenn es Rechtsunsicherheit für Verbraucherinnen und Verbraucher gibt, an welchen Stellen haben wir denn in den letzten Jahren rückwirkend in die vertraglichen Vereinbarungen eingegriffen? An dieser Stelle wird das getan. Ich finde, man sollte sich schon überlegen, was für ein Präzedenzfall das ist. Wir teilen auf jeden Fall nicht die Ansicht, dass an dieser Stelle eine faire Interessenabwägung vorgenommen wird. […]“

„Die Frage ist, ob man etwas nach vorn hin anders regelt. Was den Rechtsfrieden angeht: Wir haben ständig rechtliche Auseinandersetzungen zwischen Verbrauchern und Verbraucherinnen auf der einen Seite und Banken oder Versicherungen auf der anderen Seite. Ich erinnere mich an die Käuferinnen und Käufer von Lehman-Zertifikaten. Da wurde im Nachhinein deutlich, dass man die Verjährungsfrist auf eine Art und Weise bestimmt hat, die nicht gut war. Da hat es aber auch keine rückwirkende Änderung gegeben. Deswegen ist die Frage, ob man den Rechtsfrieden hier nicht sehr einseitig definiert und einen Maßstab anlegt, den Sie selber an vielen anderen Stellen nicht anlegen würden, und das ist genau unser Kritikpunkt.“

Thomas Kutschaty, Justizminister in NRW, beschrieb das neue Gesetz im Rahmen der 942. Sitzung des Bundesrates mit folgenden Worten:

„Frau Präsidentin, meine Damen und Herren! „Gesetz zur Umsetzung der Wohnimmobilienkreditrichtlinie“ klingt zunächst nicht sehr spannend. Gleichwohl versucht der Deutsche Bundestag im Rahmen dieses Gesetzgebungsverfahrens zwei weitere Regelungen durchzumogeln, die mit der Umsetzung der Richtlinie in keinem sachlichen Zusammenhang stehen. Die Rede ist von den Bestimmungen zum Dispositionskredit und zum Erlöschen von Widerrufsrechten aus älteren Immobiliendarlehensverträgen. Diese Regelungen haben leider eine unschöne Gemeinsamkeit: Sie begünstigen die Banken gegenüber den schützenswerten Anliegen der Verbraucherinnen und Verbraucher.“

Ungeachtet der massiven Kritik wurde das Änderungsgesetz verabschiedet. Die Frage der Verfassungsmäßigkeit des Gesetzes ist weiterhin umstritten. Mit großer Wahrscheinlichkeit wird sich deshalb das Bundesverfassungsgericht eingehend mit dem Gesetz beschäftigen müssen.

## Widerrufsjoker als unzulässige Rechtsausübung
Die Kreditinstitute bringen oftmals vor, der Widerruf erfolge lediglich aus rein wirtschaftlichen Motiven. Dieser Einwand fußt auf der Tatsache, dass der Verbraucher den Kredit oft jahrelang anstandslos bedient hat. Erst nachdem in den Medien von der Möglichkeit des Widerrufs berichtet worden sei, habe der Verbraucher sich diese zu Nutzen gemacht. Die Banken wollen dies als widersprüchliches Verhalten verstanden wissen.

### Die Einwendung der Verwirkung
Da seit dem Vertragsschluss und damit auch seit Erteilung der fehlerhaften Widerrufsbelehrung viel Zeit vergangen ist, stellt sich die Frage, ob dem Widerrufsrecht des Darlehensnehmers zeitliche Grenzen gesetzt werden müssen.
In diesem Zusammenhang führen viele Kreditinstitute im Rahmen einer Stellungnahme zum Widerruf ihrer Kunden den Einwand der Verwirkung ins Feld.
Die Verwirkung ist ein gewohnheitsrechtlich anerkanntes Rechtsinstitut und ein Sonderfall der unzulässigen Rechtsausübung. Sie stellt eine zeitlich flexible Ergänzung zu den starren Verjährungs- und Ausschlussfristen dar und schützt den Glauben, der Gegner werde ein Recht nicht mehr ausüben. Die Verwirkung setzt ein Zeit- und ein Umstandsmoment voraus. Seit der Möglichkeit, das Recht geltend zu machen, muss längere Zeit verstrichen sein. Hinzutreten müssen besondere Vertrauensumstände.
Die Rechtsprechung verfolgt mit dem Einwand der Verwirkung den Zweck, die illoyal verspätete Geltendmachung von Rechten auszuschließen. Insofern fließen auch der Gesichtspunkt des Vertrauensschutzes und des Rechtsfriedens in die Betrachtung mit ein. Verjährungs- und Ausschlussfristen und eine mögliche Verwirkung können nebeneinanderstehen. Es besteht kein Verhältnis der Spezialität.
Um eine Aushöhlung der Verjährungs- und Ausschlussfristen zu vermeiden, kommt die Verwirkung eines Rechts nur in absoluten Ausnahmefällen in Betracht.
Ein Recht ist verwirkt, wenn das Zeitmoment und das Umstandsmoment erfüllt sind. Das Zeitmoment liegt vor, wenn seit der ersten Möglichkeit das Recht geltend zu machen, ein längerer Zeitraum verstrichen ist und der Berechtigte trotz Kenntnis untätig geblieben ist.
Das Umstandsmoment hingegen ist gegeben, wenn weitere Umstände, die nach Abwägung aller Gegebenheiten und der Interessen im Einzelfall die späte Geltendmachung des Rechts als treuwidrige Härte erscheinen lassen.
Insbesondere in Betracht zu ziehen, ist ob die Gegenseite sich auf ein schutzwürdiges Vertrauen berufen kann, nicht mehr in Anspruch genommen zu werden.

### Rechtsmissbrauch
Neben der Verwirkung war auch die Rechtsmissbräuchlichkeit des Widerrufrechts Dreh- und Angelpunkt zahlreicher Diskussionen. 
Die Rechtsmissbräuchlichkeit stellt einen Tatbestand der missbilligten Inanspruchnahme des Rechts dar und untersagt dem Rechtsinhaber, ebenso wie die Verwirkung, zeitweilig oder auf Dauer die Durchsetzung seines Rechts.
Einer Partei wird hierbei wegen verminderter Schutzwürdigkeit die Durchsetzung einer Rechtsposition verweigert, die aus bestimmten Umständen oder einer Rechtsnorm resultiert. Das Rechtsinstitut der „unzulässigen Rechtsausübung“ soll die zwischen den Parteien bestehende Interessenlage würdigen und eine angemessene Rechtsfolge in Abweichung zu den von der Rechtsnorm gefundenen Ergebnissen vorschlagen. Die von der Rechtsprechung entwickelten zahlreichen Fallgruppen zur Rechtsmissbräuchlichkeit gehen im Grundsatz auf die Arglisteinrede zurück.

### Rechtsprechung
Viele Instanzgerichte schlugen sich die Frage der Verwirkung betreffend auf die Seite der Verbraucher und verneinten eine im raumstehende Begrenzung des Widerrufsrechts. Andere Richter jedoch beurteilten die Geltendmachung des Widerrufsrechts als missbräuchliches Verhalten und versagten den Verbrauchern die Berufung auf ihr Recht.
Mit der Zeit wurde die Rechtsprechung zusehends eindeutiger und die Stimmen, die eine Verwirkung des Widerrufsrechts annahmen waren nur noch vereinzelt vernehmbar. Insbesondere die verbraucherfreundliche Rechtsprechung des Bundesgerichtshofs hat Anteil an dieser Entwicklung.
In den Fällen, in denen der Bundesgerichtshof sich zum Thema Verwirkung und Rechtsmissbrauch geäußert hat, hat er diese abgelehnt. Ein immer wiederkehrendes Argument ist, dass der Unternehmer es durch eine ordnungsgemäße Belehrung (oder eine Nachbelehrung) selbst in der Hand habe, die Widerrufsfrist in Gang zu setzen. Insofern habe auch er die Nachteile hinzunehmen, die sich aus dem Widerrufsrecht ergeben.
Der Bundesgerichtshof hat jedoch die Verwirkung des Widerrufsrechts in keinem Urteil kategorisch ausgeschlossen. Wie jedes Recht unterliegt auch ein Verbraucherwiderrufsrecht den allgemeinen Grundsätzen von Treu und Glauben und kann deshalb prinzipiell auch verwirken. Es handele sich stets um eine Frage des Einzelfalls.
In folgenden Urteilen und Beschlüssen hat der Bundesgerichtshof zur Verwirkung und Rechtsmissbräuchlichkeit des Widerrufsrechts entschieden (chronologisch geordnet):
| Bundesgerichtshof | Datum      | Aktenzeichen | Inhalt |
|                   | 14.06.2004 | II ZR 392/02 | Rückabwicklung Immobilienfonds: Verwirkung abgelehnt                                                       |
|                   | 14.06.2004 | II ZR 295/01 | Widerruf eines Immobilienfonds: Verwirkung abgelehnt                                                       |
|                   | 15.11.2004 | II ZR 375/02 | Widerruf nach HWiG: Verwirkung abgelehnt                                                                   |
|                   | 12.12.2005 | II ZR 327/04 | Widerruf eines Immobilienfonds: Verwirkung abgelehnt                                                       |
|                   | 10.03.2009 | XI ZR 33/08  | Widerrufsrecht zugesprochen, ohne auf Verwirkung einzugehen                                                |
|                   | 26.10.2010 | XI ZR 267/07 | Widerruf nach HWiG: Verwirkung abgelehnt                                                                   |
|                   | 07.05.2014 | IV ZR 76/11  | Widerspruch gegen Lebensversicherung: Verwirkung abgelehnt                                                 |
|                   | 29.07.2015 | IV ZR 448/14 | Widerspruch gegen Lebensversicherung: Verwirkung abgelehnt, trotz Kündigung vor neun Jahren                |
|                   | 29.07.2015 | IV ZR 384/14 | Widerspruch gegen Lebensversicherung: Verwirkung abgelehnt                                                 |
|                   | 22.09.2015 | XI ZR 116/15 | Verwirkung sei nicht Gegenstand des Verfahrens, sondern lediglich Fehlerhaftigkeit der Belehrung           |
|                   | 10.02.2016 | IV ZR 19/15  | Widerspruch gegen Lebensversicherung: Verwirkung trotz Kündigung abgelehnt                                 |
|                   | 24.02.2016 | IV ZR 490/14 | Widerspruch gegen Lebensversicherung: Verwirkung abgelehnt                                                 |
|                   | 23.03.2016 | IV ZR 122/14 | Widerspruch gegen Lebensversicherung: Verwirkung abgelehnt                                                 |
|                   | 11.05.2016 | IV ZR 229/14 | Widerspruch gegen eine Lebensversicherung: Verwirkung trotz Kündigung abgelehnt                            |
|                   | 12.07.2016 | XI ZR 501/15 | Widerrufsrecht nach HWiG: Feststellungen der Vorinstanz lassen keinen Anhaltspunkt für Verwirkung erkennen |
|                   | 20.07.2016 | IV ZR 166/12 | Widerspruch gegen Lebensversicherung: Verwirkung trotz Kündigung abgelehnt                                 |

Richtungsweisend waren insbesondere zwei Urteile aus dem Jahr 2016.
Mit Urteil vom 16. März 2016 stellte der Bundesgerichtshof fest, dass die Beweggründe des Verbrauchers für einen Widerruf bei der rechtlichen Betrachtung irrelevant seien. Eine Verwirkung sei deshalb nur ausnahmsweise anzunehmen.
Im Juli 2016 entschied der Bundesgerichtshof erstmals implizit zur Frage der Rechtsmissbräuchlichkeit, um diese anschließend mit ausführlicher Begründung abzulehnen. Der Streit um diesen Themenkomplex gehörte damit der Vergangenheit an.

## Rückabwicklung
Welche Faktoren bei der Rückabwicklung eines Darlehensvertrages zu berücksichtigen sind, war lange Zeit in der juristischen Lehre umstritten. Die Streitfrage wurde abschließend vom Bundesgerichtshof mit Beschluss vom 12. Januar 2016 geklärt.
Die verschiedenen Berechnungsmethoden und die daraus resultierenden Ergebnisse können Verbraucher dem Musterarbeitsblatt der Stiftung Warentest zum Darlehenswiderruf entnehmen. Als Grundlage hierfür dient eine komplexe Excel-Tabelle. Neben dieser Möglichkeit bieten auch vereinzelt spezialisierte Kanzleien einen Rückabwicklungsrechner an.

### Berechnungsmethode basierend auf dem BGH-Urteil XI ZR 33/08
Die sog. herkömmliche Methode ist die stringenteste Rückabwicklungsmethode, die vertreten wurde. Ursprünglich geht diese auf das Urteil des Bundesgerichtshofs vom März 2009 zurück. Der Bundesgerichtshof hat die Grundsätze der Rückabwicklung jedoch kontinuierlich weiterentwickelt, sodass diese Methode lediglich zeitweilig zur Berechnung des Rückabwicklungssaldos verwendet wurde.
Im Rahmen des sog. Rückabwicklungsschuldverhältnisses werden im Wesentlichen zwei Rückerstattungen vollzogen.
Der Darlehensnehmer muss dem Darlehensgeber die komplette Darlehensvaluta ohne Rücksicht auf eine Tilgung zurückzahlen. Die Valuta wird entweder mit dem vertraglich vereinbarten oder, wenn günstiger, mit dem marktüblichen Zinssatz, der zum Zeitpunkt des Vertragsschlusses galt, verzinst.
Der Darlehensgeber muss dem Darlehensnehmer alle von ihm geleisteten Zahlungen (Zins- und Tilgungsleistungen) zurückzahlen. Dieser Betrag ist zusätzlich dynamisch mit fünf Prozentpunkten über dem Basiszinssatz der Europäischen Zentralbank zu verzinsen.
Unter dem Punkt 3. ist die Entwicklung dieser Theorie nachzuvollziehen.

### Berechnung nach Winneke
Eine weitere Rückabwicklungsmethode stammt vom Rechtsanwalt Maik Winneke. Bei dieser Berechnung muss der Darlehensnehmer die Darlehensvaluta zurückzahlen, die sich in diesem Zeitpunkt noch in seinem Vermögen befindet. Eine bereits erfolgte (Teil-)Tilgung findet Berücksichtigung. Da der Darlehensnehmer regelmäßig nicht in der Lage sein wird, die ursprüngliche Darlehensvaluta herauszugeben, ist er zum Wertersatz verpflichtet. Auf die jeweilige Restdarlehensvaluta ist der vertragliche Zinssatz zu zahlen. Kann der Darlehensnehmer beweisen, dass der marktübliche Zinssatz niedriger war, kann auch dieser der Berechnung zugrunde gelegt werden.
Anders als die höchstrichterliche Rechtsprechung differenziert Winneke bei den Rückerstattungsansprüchen der Darlehensnehmer.
Die während der Vertragslaufzeit getätigten Zinszahlungen muss der Darlehensnehmer nach Winneke zuzüglich dem sog. Nutzungsersatz herausgeben. Die Tilgungsleistungen jedoch sind als vorzeitige Darlehensrückzahlung zu betrachten. Entsprechend dem Charakter des Darlehensvertrages schuldet der Darlehensgeber dem Darlehensnehmer lediglich eine Gebrauchsüberlassung auf Zeit. Die Darlehensvaluta sollte demnach nicht im Vermögen des Darlehensnehmers verbleiben. Dies muss auch bei der Rückabwicklung gelten. Die vorzeitige Rückzahlung eines Teils der Valuta ist deshalb nicht bei der Rückerstattung mit einzubeziehen.
Zusammenfassend muss der Darlehensgeber dem Darlehensnehmer somit seine Zinsleistungen zuzüglich einer Verzinsung mit über 5 Prozentpunkten über dem Basiszinssatz der Europäischen Zentralbank oder des vereinbarten Zinssatzes zurückzahlen.
Der Darlehensnehmer schuldet der Bank die Rückzahlung der Restdarlehensvaluta zum Zeitpunkt des Widerrufes. Beide Leistungen können bei Erklärung miteinander verrechnet werden.
Die Berechnungsmethode wurde von einem Teil der Rechtsprechung übernommen und einigen wichtigen Urteilen zugrunde gelegt.

### Berechnung nach den Grundsätzen des Bundesgerichtshofs (Beschluss vom 22. September 2015 – XI ZR 116/15)
Der Bundesgerichtshof befasste sich in einer Reihe von Entscheidungen mit den Rückabwicklungsgrundsätzen, die nach erfolgtem Widerruf gelten sollten.
Wie bereits oben geschildert, vertrat der Bundesgerichtshof zunächst eine sehr strikte Auffassung bezüglich der Rückabwicklungsmethode, die er jedoch in folgenden Urteilen weiterentwickelte.
Ein Meilenstein war hierbei ein Beschluss vom September 2015.
Das Gericht stellte unter Berufung auf das vorangegangene Urteil fest, dass der Darlehensnehmer der Bank die gesamte Darlehensvaluta ohne Rücksicht auf eine teilweise Tilgung zurückgewähren muss. Außerdem schuldet er für den überlassenen Teil der Darlehensvaluta einen sog. Wertersatz, wahlweise in Höhe des vertraglichen oder marktüblichen Zinssatzes. Welche Zinsen damals marktüblich waren, kann der MFI-Zinsstatistik der Deutschen Bundesbank für Immobilienkredite entnommen werden.
Auf der anderen Seite muss der Darlehensgeber dem Darlehensnehmer die erbrachten Zins- und Tilgungsleistungen herausgeben. Zuzüglich zu den zurückzuzahlenden monatlichen Raten muss das Kreditinstitut dem Verbraucher eine vermutete Nutzungsentschädigung in Höhe von 5 Prozentpunkten über dem Basiszinssatz zahlen. Diese Vermutung hinsichtlich der mit dem Geld des Darlehensnehmers erwirtschafteten Gewinne kann jedoch durch die Bank widerlegt werden. Wenn die Kreditraten monatlich geleistet wurden, wird auch der Zinssatz, der für den Nutzungsersatz gilt, dynamisch ermittelt.
Falls eine dahingehende Erklärung vorliegt, sind die beiden Forderungen Zug um Zug im Wege der Aufrechnung miteinander zu saldieren. Im Falle eines noch laufenden Darlehens ist das Ergebnis die an das Kreditinstitut zurückzuzahlende neue Restdarlehensvaluta. Bei einem schon abgelösten Darlehen errechnet sich so der Saldo, den der Darlehensnehmer von der Bank zurückfordern kann.
Mit Beschluss vom 12. Januar 2016 bekräftigte der Bundesgerichtshof seine Rechtsauffassung und lehnte die anderen Berechnungsmethoden ausdrücklich als unsachgemäß ab. In diesem beschäftigte sich der Bundesgerichtshof mit der Höhe des dem Darlehensnehmer zustehenden Nutzungsersatzes. Der konkrete Prozentsatz wurde bis dato in Fachkreisen heftig diskutiert.
Dem Kreditnehmer eines Immobiliardarlehens soll, abweichend von der bisherigen Rechtsprechung, lediglich ein Nutzungsersatz in Höhe von 2,5 Prozentpunkten über dem Basiszinssatz der Europäischen Zentralbank zustehen. Ein Nutzungsersatz von 5 Prozentpunkten über dem Basiszinssatz der Europäischen Zentralbank sei nur für Verbraucherkredite sachgemäß. Hierbei handelt es sich um die sog. vermutete Nutzungshöhe, welche für die gezogenen Nutzungen des Kreditinstituts angenommen wird.
Ein vermuteter Nutzungsersatz von 2,5 bzw. 5 Prozentpunkten über dem Basiszins ist ausweislich der Entscheidung des Bundesgerichtshofes aber nur dann anzuwenden, soweit konkrete Nutzungshöhen nicht dargelegt werden. Die vermutete Nutzungshöhe kann nach Ansicht des Bundesgerichtshofes durch konkreten Vortrag widerlegt werden. Somit kann im Einzelfall auch ein Nutzungsersatz von mehr oder weniger als 2,5 bzw. 5 Prozentpunkten über dem Basiszinssatz zugesprochen werden.
Eine abschließende Stellungnahme, wie die Nutzungshöhe konkret zu berechnen ist, hat der Bundesgerichtshof noch nicht abgegeben. In Fachkreisen ist die Art der konkreten Berechnung des Nutzungsersatzes jeher umstritten. Eine sich im Vordringen befindende Methode zur konkreten Berechnung der Nutzungshöhen basiert auf der Auswertung der relevanten Geschäftsberichte des jeweiligen Darlehensgebers, wobei insbesondere ein Abstellen auf die Eigenkapitalrendite des Kreditinstituts ausschlaggebend sein soll. Es existieren Online-Rechner für die konkrete Berechnungsmethode, mittels derer Darlehensnehmer die Vorteile aus dem Widerruf mit dieser konkreten Berechnungsmethode auswerten können. In der Regel fällt der Vorteil für den Verbraucher mittels konkreter Berechnung noch deutlich positiver aus im Vergleich zur vermuteten Nutzungserhöhe. Im außergerichtlichen und unterinstanzlichen Bereich konnte diese Art der konkreten Berechnung bereits erfolgreich überzeugen. Es gilt jedoch abzuwarten wie der Bundesgerichtshof die Methode der konkreten Nutzungsberechnung entscheidet.
Den aktuellen Stand zu den wichtigsten Fragen beim Widerrufsjoker, insbesondere auch zur Methode der konkreten Nutzungsberechnung, findet sich in der Chronik zum Kreditwiderruf von Stiftung Warentest.